# Seckmauern
Seckmauern ist nach Einwohnern der zweitgrößte Ortsteil der Gemeinde Lützelbach im südhessischen Odenwaldkreis.

## Geographie
Das offene Dorf Seckmauern mit regellosem Grundriss liegt am Steinbach im Buntsandsteingebiet des Odenwalds bei getrennter doppelseitiger Tallage, ca. 17 km nordöstlich von Erbach  an der hessisch-bayerischen Landesgrenze. Der Ortsteil Sekmauern besteht aus der 597,6 Hektar umfassenden Gemarkung Seckmauern. In der Gemarkung befindet sich die folgenden aktuellen bzw. historischen Siedlungsplätze:
- Angelhof[4]
- Kloster der Schwestern vom armen Kinde Jesu[5]

An Seckmauern grenzen, im Uhrzeigersinn im Westen beginnend, die bayrische Stadt Wörth am Main sowie die Ortsteile der Gemeinde Lützelbach Haingrund und Lützel-Wiebelsbach. Im Ort treffen sich die vom Osten aus Lützel-Wiebelsbach kommende Landesstraße 3259 und die von Südosten aus Haingrund kommende Landesstraße 3349.

## Geschichte

### Ortsgeschichte
Der Überlieferung nach soll Seckmauern aus einem Römischen Kastell des 2. Jahrhunderts n. Chr. hervorgegangen sein. Tatsächlich befand sich das Kastell Seckmauern (ORL 46) etwas über einen Kilometer nördlich des heutigen Ortskerns auf einer Anhöhe.
Die älteste erhalten gebliebene urkundliche Erwähnung im sogenannten Koppelfutterregister als Sickinmuren weist in das Jahr 1247. Im Jahre 1366 gehörte das Dorf als Teil der Herrschaft Breuberg den Grafen von Wertheim. 1806 kam der Ort mit der Breubergischen Zent Lützelbach an das Großherzogtum Hessen. Nach Auflösung der alten Amtsstruktur 1822 fiel der Ort in den Zuständigkeitsbereich des Landgerichts Höchst, nach der Reichsjustizreform von 1877 ab 1879 in den des Amtsgerichts Höchst im Odenwald.
Hessische Gebietsreform (1970–1977)
Zum 1. Februar 1971 erfolgte im Zuge der Gebietsreform in Hessen der freiwillige Zusammenschluss mit  der Gemeinde Haingrund zur neuen Gemeinde Steinbachtal, die ihrerseits zum 1. August 1972 in der Gemeinde Lützelwiebelsbach aufging, die seit dem 1. Juli 1973 Lützelbach heißt.
Für Seckmauern wurde, wie für jeden Ortsteil der neugeschaffenen Gemeinde, ein Ortsbezirk gebildet.

### Verwaltungsgeschichte im Überblick
Die folgende Liste zeigt die Staaten und Verwaltungseinheiten, denen Seckmauern angehört(e).
- vor 1806: Heiliges Römisches Reich, 1⁄2 Grafschaft Erbach-Schönberg, Herrschaft Breuberg/ 1⁄2 Fürstentum Löwenstein-Wertheim-Rochefort, Zent Lützelbach
- ab 1806: Großherzogtum Hessen (Souveränitätslande),[Anm. 2] Amt Breuberg (zur Standesherrschaft Löwenstein-Wertheim gehörig)
- ab 1815: Großherzogtum Hessen[Anm. 3] (Souveränitätslande), Amt Breuberg (zur Standesherrschaft Löwenstein-Wertheim gehörig)
- ab 1822: Großherzogtum Hessen, Provinz Starkenburg, Landratsbezirk Erbach[Anm. 4]
- ab 1848: Großherzogtum Hessen, Regierungsbezirk Erbach
- ab 1852: Großherzogtum Hessen, Provinz Starkenburg, Kreis Neustadt
- ab 1874: Großherzogtum Hessen, Provinz Starkenburg, Kreis Erbach
- ab 1871: Deutsches Reich,[Anm. 5] Großherzogtum Hessen, Provinz Starkenburg, Kreis Erbach
- ab 1918: Deutsches Reich, Volksstaat Hessen,[Anm. 6] Provinz Starkenburg, Kreis Erbach
- ab 1938: Deutsches Reich, Volksstaat Hessen, Landkreis Erbach[10][Anm. 7]
- ab 1945: Deutsches Reich, Amerikanische Besatzungszone,[Anm. 8] Groß-Hessen, Regierungsbezirk Darmstadt, Landkreis Erbach
- ab 1946: Deutsches Reich, Amerikanische Besatzungszone, Land Hessen, Regierungsbezirk Darmstadt, Landkreis Erbach
- ab 1949: Bundesrepublik Deutschland, Land Hessen, Regierungsbezirk Darmstadt, Landkreis Erbach
- ab 1971: Bundesrepublik Deutschland, Land Hessen, Regierungsbezirk Darmstadt, Landkreis Erbach, Gemeinde Steinbachtal[Anm. 9]
- ab 1972: Bundesrepublik Deutschland, Land Hessen, Regierungsbezirk Darmstadt, Odenwaldkreis, Gemeinde Lützelwiebelsbach[Anm. 10]
- Ab 1973: Bundesrepublik Deutschland, Land Hessen, Regierungsbezirk Darmstadt, Odenwaldkreis, Gemeinde Lützelbach[Anm. 11]

## Bevölkerung

### Einwohnerentwicklung
- 1961: 564 evangelische (= 41,78 %), 775 katholische (= 57,41 %) Einwohner[3]

| Seckmauern: Einwohnerzahlen von 1829 bis 2024 | Seckmauern: Einwohnerzahlen von 1829 bis 2024 | Seckmauern: Einwohnerzahlen von 1829 bis 2024 | Seckmauern: Einwohnerzahlen von 1829 bis 2024 | Seckmauern: Einwohnerzahlen von 1829 bis 2024 |
| --- | --------------------------------------------- | --------------------------------------------- | --------------------------------------------- | --------------------------------------------- |
| Jahr |                                               |                                               |                                               | Einwohner                                     |
| 1829 | 1829                                          |                                               | 649                                           | 649                                           |
| 1834 | 1834                                          |                                               | 726                                           | 726                                           |
| 1840 | 1840                                          |                                               | 764                                           | 764                                           |
| 1846 | 1846                                          |                                               | 766                                           | 766                                           |
| 1852 | 1852                                          |                                               | 776                                           | 776                                           |
| 1858 | 1858                                          |                                               | 702                                           | 702                                           |
| 1864 | 1864                                          |                                               | 776                                           | 776                                           |
| 1871 | 1871                                          |                                               | 833                                           | 833                                           |
| 1875 | 1875                                          |                                               | 828                                           | 828                                           |
| 1885 | 1885                                          |                                               | 811                                           | 811                                           |
| 1895 | 1895                                          |                                               | 834                                           | 834                                           |
| 1905 | 1905                                          |                                               | 832                                           | 832                                           |
| 1910 | 1910                                          |                                               | 829                                           | 829                                           |
| 1925 | 1925                                          |                                               | 909                                           | 909                                           |
| 1939 | 1939                                          |                                               | 943                                           | 943                                           |
| 1946 | 1946                                          |                                               | 1.239                                         | 1.239                                         |
| 1950 | 1950                                          |                                               | 1.313                                         | 1.313                                         |
| 1956 | 1956                                          |                                               | 1.282                                         | 1.282                                         |
| 1961 | 1961                                          |                                               | 1.350                                         | 1.350                                         |
| 1967 | 1967                                          |                                               | 1.479                                         | 1.479                                         |
| 1970 | 1970                                          |                                               | 1.488                                         | 1.488                                         |
| 1980 | 1980                                          |                                               | ?                                             | ?                                             |
| 1990 | 1990                                          |                                               | ?                                             | ?                                             |
| 2000 | 2000                                          |                                               | ?                                             | ?                                             |
| 2011 | 2011                                          |                                               | 1.623                                         | 1.623                                         |
| 2015 | 2015                                          |                                               | 1.612                                         | 1.612                                         |
| 2020 | 2020                                          |                                               | 1.570                                         | 1.570                                         |
| 2024 | 2024                                          |                                               | 1.540                                         | 1.540                                         |
| Datenquelle: Historisches Gemeindeverzeichnis für Hessen: Die Bevölkerung der Gemeinden 1834 bis 1967. Wiesbaden: Hessisches Statistisches Landesamt, 1968. Weitere Quellen: LAGIS; Gemeinde Lützelbach; Zensus 2011 |                                               |                                               |                                               |                                               |

### Einwohnerstruktur 2011
Nach den Erhebungen des Zensus 2011 lebten am Stichtag dem 9. Mai 2011 in Seckmauern 1623 Einwohner. Darunter waren 51 (3,1 %) Ausländer.
Nach dem Lebensalter waren 294 Einwohner unter 18 Jahren, 663 zwischen 18 und 49, 345 zwischen 50 und 64 und 321 Einwohner waren älter.
Die Einwohner lebten in 651 Haushalten. Davon waren 150 Singlehaushalte, 210 Paare ohne Kinder und 228 Paare mit Kindern, sowie 51 Alleinerziehende und 12 Wohngemeinschaften. In 129 Haushalten lebten ausschließlich Senioren und in 429 Haushaltungen lebten keine Senioren.

## Politik
Für Seckmauern besteht ein Ortsbezirk (Gebiete der ehemaligen Gemeinde Seckmauern) mit Ortsbeirat und Ortsvorsteher nach der Hessischen Gemeindeordnung. Der Ortsbeirat besteht aus drei Mitgliedern. Bei den Kommunalwahlen in Hessen 2021 betrug die Wahlbeteiligung zum Ortsbeirat 51,3 %. Dabei wurden gewählt: je ein Mitglied der SPD, der CDU und der Liste „Überparteiliche Wählergemeinschaft Lützelbach“ (ÜWG). Der Ortsbeirat wählte Jürgen Schäfer (ÜWG) zum Ortsvorsteher. Der Ortsbeirat wurde im Herbst 2022 aufgelöst.

## Sehenswürdigkeiten und Kultur
Seckmauern gilt als eine kleine Faschingshochburg im nördlichen Odenwald. Neben den Prunksitzungen ist vor allem der Umzug am Faschingssonntag ein jährlicher Höhepunkt der Gemeinde.
Der Sportverein TSV Seckmauern 1912 e. V. besteht seit 1912, seit der Wiedergründung 1947 und der Gründung einer Fußballabteilung 1949 ist der Verein hauptsächlich im Fußball aktiv und spielte mehrfach in den Gruppenligen der Region. Im Verein sind 600 Mitglieder aktiv. Das Sportgelände des TSV Seckmauern liegt jenseits der Gemeinde- und Landesgrenze auf der Gemarkung der bayerischen Stadt Wörth am Main, so dass der hessische Verein kurioserweise seine Heimspiele in einem anderen Bundesland austrägt.
Daneben gibt es noch einen Spielplatz, einen Boule-Platz, zwei katholische und eine evangelische Kirche.